# Lazareto de Ancona
El Lazareto de Ancona (del italiano: Lazzaretto  di Ancona), también llamado Mole Vanvitelliana, es un gran edificio de Ancona, localizado aislado y rodeado de agua en una isla artificial en medio del puerto de Ancona, diseñado y construido por el arquitecto Luigi Vanvitelli en 1733-1743 como almacén portuario, lugar de cuarentena y fortificación.

## Características
El edificio se levanta sobre una isla artificial pentagonal situada en el interior del propio puerto de Ancona; está conectada a tierra firme por tres puentes, y ocupa una superficie de 20 000 m²; el canal que la separa de la parte continental se llama  mandracchio (vocablo usado en algunos puertos italianos que designa un cuerpo de agua reservada para el amarre de un gran número de barcos de pesca y embarcaciones pequeñas). 
Originalmente la isla y el edificio solamente podían ser alcanzados mediante embarcaciones. El suministro de agua estaba garantizado por una red de cisternas subterráneas y el agua se sacaba de tres pozos, situados en el pequeño tempio de estilo neoclásico dedicado a San Rocco (protector de la peste y las epidemias), presentes en el centro del patio interior. El templete está abierto en sus cuatro lados, lo que permitía a las personas recluidas en las habitaciones que daban al patio asistir a la misa sin que entrasen en contacto entre ellos ni con el oficiante.
El sitio podría alojar hasta 2000 personas, además de una gran cantidad de bienes. En el interior del edificio se dispusieron las instalaciones del verdadero lazareto, destinadas a la cuarentena, mientras que las estancias en la parte externa fueron utilizadas como almacenamiento de mercancías. Hacia el mar abierto el lazareto está equipado con un revellín, diseñado para la defensa militar del puerto. Ya desde su origen la obra era, por tanto, una instalación de usos múltiples.

## Historia

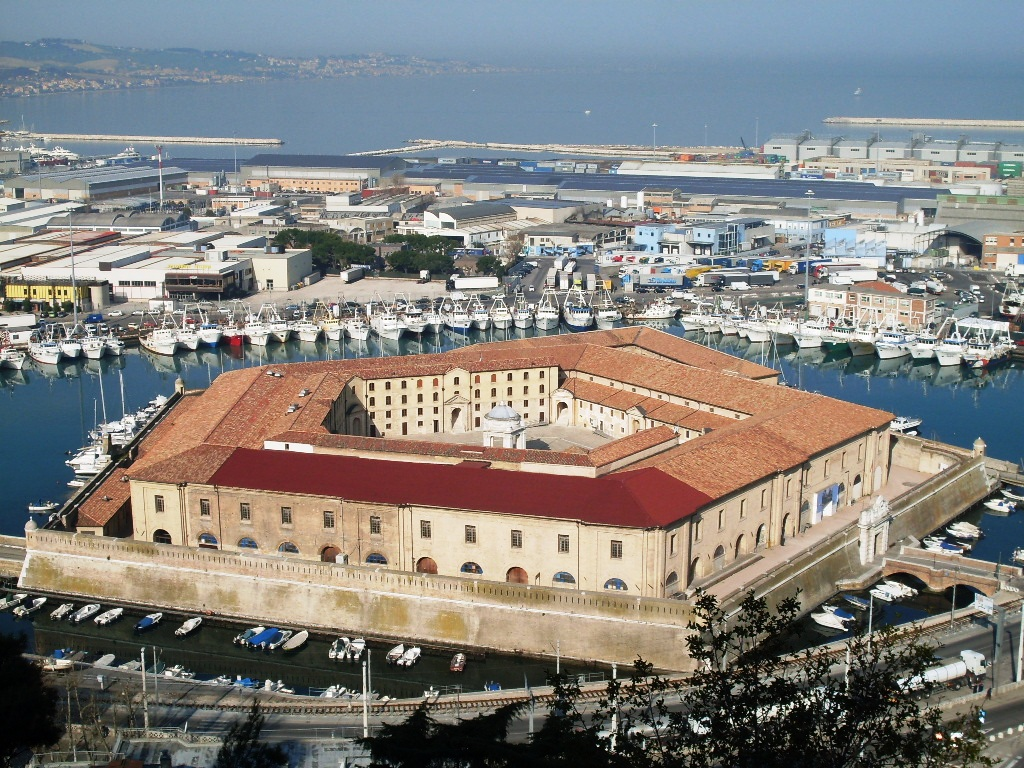
El Lazaretto durante la restauración de las cubiertas.

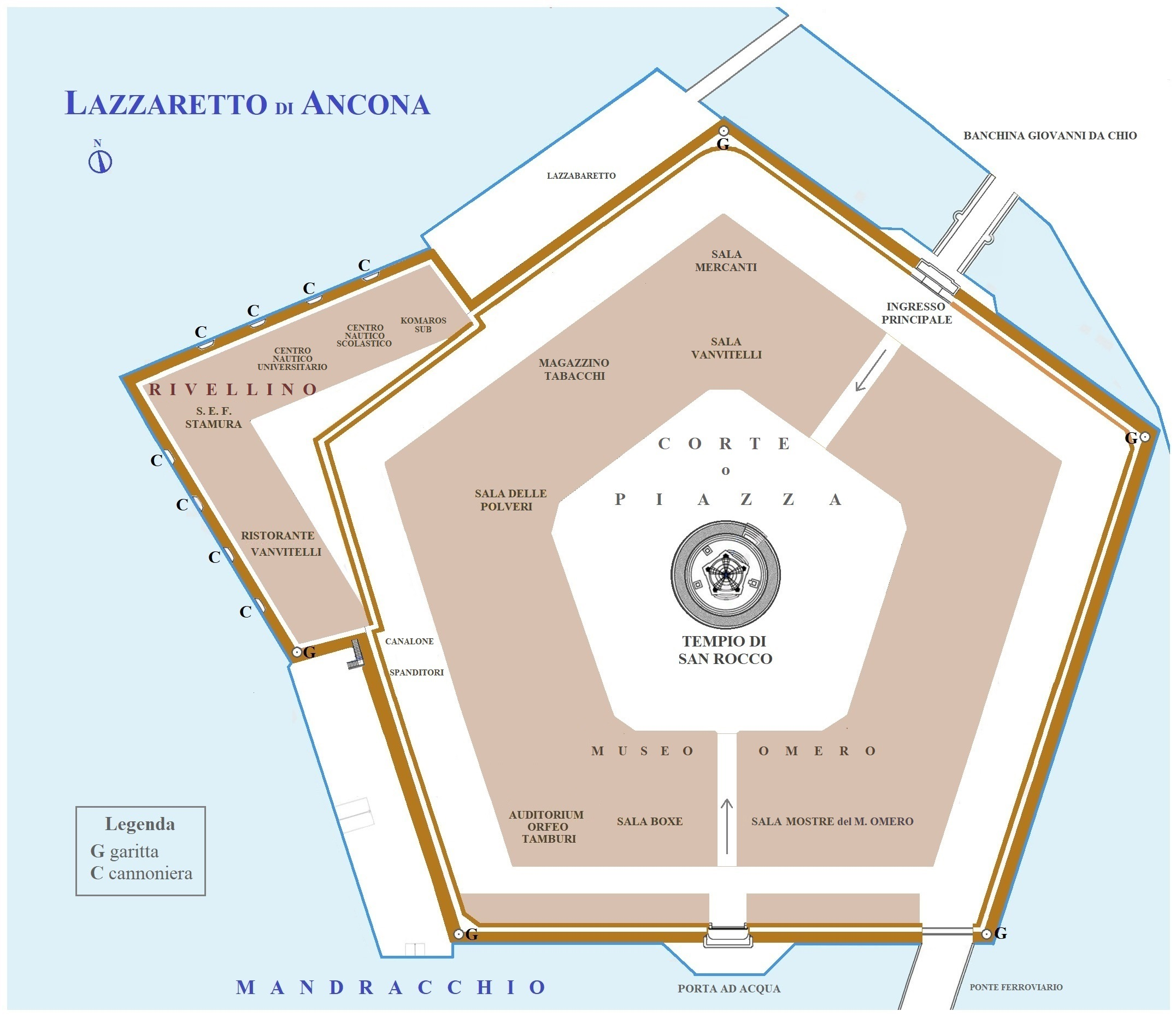
Mapa del Lazareto

En las primeras décadas del siglo XVIII, la ciudad de Ancona comenzó a experimentar un período de gran desarrollo económico, gracias a la concesión del puerto franco por el papa Clemente XII. El papa pretendía mejorar las condiciones del puerto de Ancona y encomendó la tarea de Luigi Vanvitelli, arquitecto que más tarde se haría famoso por el diseño del Palacio de Caserta. Vanvitelli rediseñó por completo el puerto, respetando su forma natural y, de hecho inspirándose en ella. Proyectó también el muelle Nuovo (que ahora forma parte del muelle Norte) y el Lazareto, en una isla artificial pentagonal que dispuso en la zona meridional del puerto. Los trabajos se iniciaron el 27 de julio de 1733 y terminaron diez años más tarde.
Originalmente, el Lazareto era un edificio polifuncional:  lazareto de sanidad pública, fortificación para la defensa del puerto, depósito de almacenamiento de mercancías y protección del puerto de la acción del oleaje. Salvaguardaba la salud pública hospedando depósitos y alojamientos de bienes y personas en cuarentena, que llegaban al puerto de áreas consideradas inseguras, y por eso fue construido en una isla artificial frente a la zona urbana. Su encanto se debe también a su forma geométrica, rica en valores simbólicos: el número cinco puede indicar el poder del hombre para cambiar la realidad circundante. Además, el Lazareto se relaciona con la dominante Ciudadela de Ancona, con planta estrellada de cinco puntas, y por tanto también basada en cierta forma en el número cinco.
El sitio ha jugado un papel importante durante el asedio de los austriacos a la ciudad ocupada por los franceses en 1799 y durante la Primera Guerra Mundial. Con el tiempo fue utilizado como hospital militar; en 1884 cambió de uso y se convirtió en una refinería de azúcar. Durante las dos guerras mundiales vuelve a ser una ciudadela militar; más tarde, en 1947, se destina a depósito de tabaco.
En 1997 la ciudad de Ancona compró la propiedad y comenzó una restauración que devolvió al Lazareto su armoniosa apariencia original, pero no borró por completo los cambios más significativos realizados a lo largo de los siglos. Ahora el monumento se utiliza para exposiciones temporales y otras actividades culturales; parte de él se destinó a acoger el Museo Tattile Omero. Desde que adquirió la propiedad, la Comuna ha comenzado a indicar el monumento con la expresión  mole vanvitelliana  y no con el término Lazareto, utilizado de siempre, tanto en el ámbito culto (por el mismo Vanvitelli) como a nivel popular.
El revellín acoge el club deportivo Stamura SEF y la base naval del Instituto náutico Elia.
En el lado exterior izquierdo de la Mole del lado de la puerta Pía se ha colocado una placa de bronce en memoria de los defensores del ataque frustrado de saboteadores habsburgicos al puerto de Ancona en 1918. 

### Placa en memoria del ataque frustrado en 1918 en el puerto de Ancona
En la noche del 5 de abril de 1918 un grupo de unos sesenta saboteadores de la Armada Habsburgica desembarcaron en la noche al norte de Ancona para hundir los barcos italianos del puerto de Ancona y escapar con el MAS. Los saboteadores fueron capaces de superar la oscuridad y los controles gracias a la presencia de soldados de Istria que hablaban italiano, pero a la altura de la Mole fueron detenidos por dos funcionarios de aduanas que tenían sospechas, Grassi y Maganuco. Grassi fue herido durante el encuentro, pero Maganuco se las arregló para contener a los asaltantes y dar la alarma. En el lugar se acercó una patrulla de carabinieri al mando del brigadier Guadagnini, alertada por dos irredentistas que habían desertado; los saboteadores luego se rindieron.
Texto de la placa en el monumento en memoria del episodio:

LE GUARDIE DI FINANZA GRASSI CARLO E MAGANUCO GIUSEPPE VIGILI SCOLTE

OSARONO OPPORSI CON LE ARMI A 59 MILITARI DELLA MARINA AUSTRIACA

QUI GIUNTI DI SORPRESA NELLA NOTTE SUL 6 APRILE 1918

PER IMPADRONIRSI DEI MAS ORMEGGIATI NEL PORTO

E SOSTENNERO DA SOLI UN CONFLITTO CRUENTO

FINCHE’ CORSE ALLA TESTA DI UNA PATTUGLIA IL BRIGADIERE DEI RR. CC.

GUADAGNINI ANARSEO

CHE AUDACEMENTE INTIMO’ ED OTTENNE LA RESA DEI NEMICI.

I CITTADINI DI ANCONA MEMORI QUESTO RICORDO POSERO

IV NOVEMBRE MCMXXVII
Los guardias de finanzas Grasi Carlo y Maganuco Giuseppe centinelas vigias

osaron oponerse con las armas a 59 militares de la marina austriaca

que por sorpresa en la noche del 6 de abril de 1918

para apoderarse del MAS amarrado en el puerto

y sostuvieron solos un conflicto  cruento

hasta que a la cabeza de una patrulla el brigadier de los RR. CC.

Guadagnini Anarseo

que audazmente intimó y obtuvo la rendición de los enemigos.

Los ciudadanos de Ancona honran este recuerdo pusieron

IV noviembre MCMXXVII

Otro episodio de valor se produjo en Marotta  en la segunda quincena de noviembre de 1917, cuando 11 valientes chicas remaron contra la tormenta para ayudar a los marineros del Faa di Bruno, el monitore (cañonera flotante autopropulsado), que había encallado y amenazaba con hundirse, el Faa di Bruno fue después remolcado al puerto de Ancona.